# Pimpla caeruleata
Pimpla caeruleata är en stekelart som beskrevs av Cresson 1874. Pimpla caeruleata ingår i släktet Pimpla och familjen brokparasitsteklar. Inga underarter finns listade i Catalogue of Life.